# Hortensia similis
Hortensia similis är en insektsart som beskrevs av Walker 1851. Hortensia similis ingår i släktet Hortensia och familjen dvärgstritar. Inga underarter finns listade i Catalogue of Life.